# Josef Hilgers (Schriftsteller)
Josef Hilgers SJ (* 9. September 1858 in Kückhoven; † 25. Januar 1918 im Bonifatiushaus bei Emmerich) war ein deutscher theologischer Schriftsteller und Jesuit (Priester).

## Leben
Der 1858 in Kückhoven geborene Josef Hilgers war zwischen 1885 und 1894 als Lehrer in der dänischen Stadt Ordrupshoj tätig und lebte anschließend in Rom, Luxemburg, Valkenburg und schließlich im Bonifatiushaus bei Emmerich, wo er 1918 starb. Seine schriftstellerische Tätigkeit befasste sich besonders mit der Geschichte des Ablasswesens und der päpstlichen Bücherzensur (Index Librorum Prohibitorum).

## Werke (Auswahl)
- Die Kartäuser von London. (1891)
- Bernardino Occhino von Siena. (1894)
- Der Index der verbotenen Bücher. (1904)
- Die Bücherverbote in Papstbriefen. (1907)
- Maria, der Weg zu Christus. (1907)
- Das goldene Büchlein für Priester und Volk. (1910)
- Die katholische Lehre von den Ablässen und deren geschichtliche Entwicklung. (1913)